# جلال أباد (دلغان)
جلال أباد (بالفارسية: جلال‌آباد) هي قرية تقع في قسم جلغة تشاة هاشم الريفي (مقاطعة دلغان) في إيران. يقدر عدد سكانها بـ 18 نسمة .